# كاماكورا (كاناغاوا)

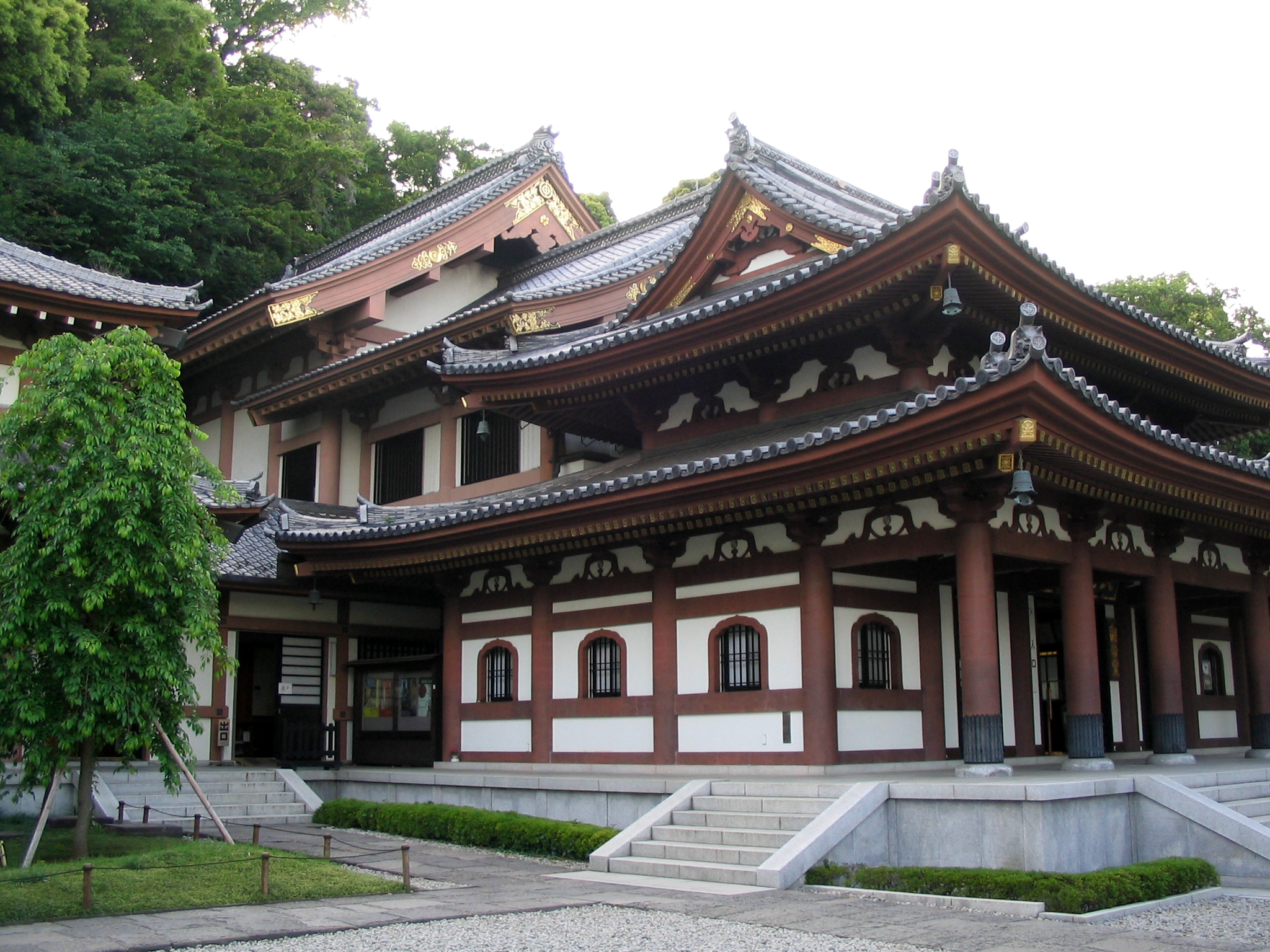
قصر من القصور العريقة للمدينة

كاماكورا (بالـيابانية: 鎌倉市 = Kamakura-shi) هي مدينة في اليابان، في وسط جزيرة «هونشو». تتبع إدرايا «محافظة كاناغاوا». يبلغ عدد سكانها حوالي 173,575 نسمة (2008).

## التاريخ
للمدينة تاريخ عريق، فقد كانت عاصمة لأول شوغونات البلاد (الحكومة العسكرية)، أسسها القائد «ميناموتو نو يوريتومو» واتخذها مقرا مؤقتا لحكومته عام 1180 م، عندما اشتد الصراع (على حكم اليابان) بين عشيرته «ميناموتو» وعشيرة «تائيرا». بعد انتصاره وتقلده منصب الـ«شوغون» سنة 1192 م، أصبحت المدينة مقره الدائم.
تتمتع المدينة بموقع منعزل، وتساهم التلال المجاورة المحيطة في عزلتها، كانت «كاماكورا» بعيدة عن الحياة الصاخبة للبلاط الإمبراطوري في «كيوتو». بعد استيلاء عشيرة «هوجو» على الحكم في اليابان، استبقى هؤلاء عليها كعاصمة لهم. ساهم الشوغونات في تشييد وتوسيع العديد من المعابد البوذية في «كاماكورا»، وخضيت معابد «زن» (مذهب بوذي) بالاهتمام خاص.
فقدت المدينة دورها السياسي سنة 1333 م، عندما هزم آخر القادة من الـ«هوجو» على يد أحد أتباع الإمبراطور «غو-دائيغو»، وانتهى به الأمر إلى الانتحار.

تمثال بوذا

## المدينة
تقع كاماكور على ضفاف الباسيفيكي (المحيط الهادي)، جنوبي مدينة يوكوهاما، ويربط خط حديدي بين المدينتين. تعتبر المدينة اليوم مركزا للاستجمام والتنزه وضاحية سكنية. صناعة الورنيش (البرنيق) هي أهم النشاطات المحلية، يعود تاريخها إلى القرن الـ13م، وتتخذ هذه المادة الصمغية كطلاء مختلفة ألوانه تصقل به الدمى اليابانية المشهورة.

## السياحة
تحتفظ المدنية بالعديد من المعابد والمعالم التي ترجع إلى فترة شوغونية كاماكورا، ولعل أشهرها هو تمثال بوذا الكبير المصنوع من البرونز، ويبلغ ارتفاعه 12.8 مترا، يعود تاريخه إلى 1252 م.
على مقربة من الموقع تقع شواطئ شيتشيريغا-هاما ويوئيغا-هاما (هاما باليابانية: مرادفة لكلمة شاطئ)، ويتوافد إليها العديد من السواح، وغير بعيد عنها يتواجد معبدي كينتشو-جي وإينغاكو-جي البوذيين.

## مواضيع متصلة
- فترة كاماكورا
- ميناموتو نو يوريتومو
- البوذية
- زن